# Кабельна оболонка
Кабельна оболонка — безперервна металева чи неметалева трубка, розміщена назовні осердя, яка призначена для захисту його від вологи та інших зовнішніх факторів.

## Матеріал оболонки
Матеріал та товщина оболонки визначаються конструкцією кабелю або проводу, їх призначенням та умовами експлуатації.
Оболонки бувають неметалевими, металевими та метало-пластмасовими. Найкращими матеріалами для оболонок кабелів з точки зору герметичності та гігроскопічності є метали. Але через значну масу та слабку гнучкість перевага в більшості конструкцій кабелів і проводів надається неметалевим оболонкам.
У кабелях та проводах застосовують неметалеві оболонки: з ПВХ, ПЕ, гуми. ПВХ оболонки застосовують у кабелях з ПВХ, ПЕ, гумовою та іншими типами ізоляції. Це роблять, зокрема, для забезпечення належного рівня пожежної безпеки цих кабельних виробів. ПЕ оболонки застосовують у кабелях з ПЕ та фторопластовою ізоляцією. Гумова ізоляція застосовується в основному у кабелях з гумовою оболонкою.
Металеві оболонки застосовують у стаціонарних кабелях з вологоємною пластмасовою, гумовою ізоляцією та просоченою ізоляцією й у кабелях зв'язку. Металеві оболонки звичайно виготовляють з алюмінію та свинцю.
Перевагою алюмінієвої оболонки є мала густина алюмінію (2,7103 кг/м3), що забезпечує суттєво меншу масу кабелю порівняно з оболонкою зі свинцю, але корозійна стійкість алюмінію є помітно меншою ніж свинцю. У вологому середовищі за наявності іонів кислот алюмінієва оболонка швидко руйнується. Тому при прокладанні у ґрунті алюмінієва оболонка повинна бути захищена від корозії. У таких ґрунтах, як правило, прокладають кабелі з оболонкою зі свинцю. Свинцеві оболонки більш пластичні, ніж алюмінієві, тому при статичному вигині в них відбувається релаксація механічної напруженості.
Свинцеві оболонки застосовують в оливонаповнених кабелях, неброньованих силових кабелях для підводних ліній, шахт, небезпечних за газом та пилом, і для прокладання в особливо небезпечних корозійних середовищах, там, де не можливе застосування кабелів з алюмінієвою та пластмасовою і гумовою оболонкою. Це можливо завдяки високій корозійній стійкості, яка забезпечується цими оболонками.
Слід зауважити, що через плинність свинцю силові кабелі зі свинцевими оболонками не рекомендовані до застосування у вертикальних та нахилених прокладках і в місцях, де наявна вібрація, а через низьку стійкість до ґрунтової та електрохімічної корозії — до прокладання у землі.
Метало-пластмасові оболонки все частіше використовують в сучасних конструкціях кабелів замість свинцевих оболонок.